# Synagoga w Ostrzyhomiu
Synagoga w Ostrzyhomiu (węg. Esztergomi zsinagóga) – synagoga w stylu neomauretańskim zbudowana w 1888 roku przez Lipóta Baumhorna, znajdująca się w Ostrzyhomiu, w komitacie Komárom-Esztergom.

## Historia
W Ostrzyhomiu już od początku panowania domu Arpadów żyła duża kolonia żydowska. W okresie reform (tj. w pierwszej połowie XIX wieku) w Ostrzyhomiu zaczęli osiadać się bogaci kupcy i rzemieślnicy żydowscy, którzy we wsi Szenttamás zbudowali sobie pierwszy dom modlitwy. W 1858 roku na jego miejscu wzniesiono kolejną synagogę.
W okrągłe trzydzieści lat później, w 1888 roku, uczniowi znanego architekta Ödöna Lechnera – Lipótowi Baumhornowi powierzono wykonanie projektów nowej synagogi. Była to pierwsza praca Baumhorna. Synagogę zaprojektował jako wydłużony budynek w stylu neomauretańskim, zachowując typowe dla stylu zdobienia jak pasiaste mury i łuki podkowiaste, ale w odróżnieniu od swych późniejszych prac utrzymał stosunkowo spójny styl, bez typowego dla siebie eklektyzmu. Pierwotnie był to budynek jednopoziomowy, z galerią dla kobiet w sali głównej. Od 1888 roku do II wojny światowej budynek używała wspólnota żydowska Ostrzyhomia i jego okolic. Podczas działań wojennych budynek synagogi bardzo poważnie został uszkodzony, a większą część mieszkańców pochodzenia żydowskiego (ponad pięćset osób) deportowano z miasta. Od tego czasu w Ostrzyhomiu liczba mieszkańców żydowskich jest nieznaczna.
Z tego też powodu o pierwotnym przeznaczeniu tego budynku informuje już jedynie skromna nazwa ulicy, przy której on stoi: Imaház utca. W 1964 roku przekazano ją miejscowej organizacji, Związkowi Stowarzyszeń Technicznych i Przyrodniczych (węg. Műszaki és Természettudományi Egyesületek Szövetsége). W latach 1980–1981 otworzono w niej Dom Techniki, który do roku 2006 działał jako ośrodek konferencyjny.
W następnych latach MTESZ bez przerwy remontował i upiększał ten budynek, znacznie przebudowując go, ażeby był zdatny do organizowania w nim konferencji i odczytów. Stworzono wewnątrz budynku sale prelekcyjne, kabiny tłumaczy, pokoje gościnne i bankietowe oraz założono centralne ogrzewanie. W roku 2006 magistrat miejski za sumę 70 milionów forintów odkupił od MTESZ Dom Techniki i do budynku wprowadziło się biuro Euroregionu Ister-Granum.

## Architektura
Murowany z cegły, dwukondygnacyjny budynek synagogi wzniesiono na planie prostokąta, w stylu mauretańskim. Powierzchnia budynku wynosi 1216 m². Po obu stronach fasady znajdują się przybudówki w kształcie wieży, zwieńczone czterema sterczynami, w kształcie kopułek.
Wieże łączy olbrzymia hala wejściowa z arkadami o potrójnym łuku. Na piętrze znajduje się sala konferencyjna z kabinami dla tłumaczy. Prowadzą tu oryginalne marmurowe schody z 1888 roku. Przed synagogą stoi Pomnik Męczenników autorstwa artysty-plastyka Istvána Martsa, a na ścianie znajduje tablica pamiątkowa wspominająca  deportowanych ostrzyhomskich Żydów.